# Roquevidal
Roquevidal, auf Okzitanisch Ròcavidal, ist eine französische Gemeinde mit 137 Einwohnern (Stand: 1. Januar 2022) im Département Tarn in der Region Okzitanien. Sie gehört zum Kanton Lavaur Cocagne und zum Arrondissement Castres.
Sie grenzt im Nordwesten an Lacougotte-Cadoul, im Norden an Marzens, im Nordosten an Pratviel, im Südosten an Algans, im Süden an Cambon-lès-Lavaur und im Südwesten an Veilhes.

## Bevölkerungsentwicklung
| Jahr      | 1962 | 1968 | 1975 | 1982 | 1990 | 1999 | 2008 | 2015 |
| --------- | ---- | ---- | ---- | ---- | ---- | ---- | ---- | ---- |
| Einwohner | 135  | 121  | 82   | 89   | 120  | 129  | 121  | 139  |